# Mills Godwin
Mills Edwin Godwin Jr. (Suffolk, 19 novembre 1914 – Newport News, 30 gennaio 1999) è stato un politico statunitense.

## Biografia
Fu il sessantesimo e sessantaduesimo governatore della Virginia. Nato nella defunta contea di Nansemond studiò al College di William e Mary e poi all'università della Virginia.
Si sposò con Katherine Thomas Beale da cui ebbe una figlia, Becky Godwin.

## Riconoscimenti
Tre scuole vennero nominate in suo onore, fra cui la Mills E. Godwin High School